# Krzysztof Głoskowski
Krzysztof Głoskowski herbu Jastrzębiec – dworzanin królewski w 1605 roku, wojski czerski w 1597 roku, sekretarz Jego Królewskiej Mości, poseł Rzeczypospolitej w Republice Zjednoczonych Prowincji w 1586 roku. 
Był marszałkiem sejmiku generalnego województwa mazowieckiego w 1597 i 1609 roku, posłem ziemi warszawskiej na sejmy 1598 i 1600 roku.